# Koskowa Góra
Koskowa Góra (867 m) – najwyższy szczyt pasma Koskowej Góry w Beskidzie Makowskim. Wznosi się pomiędzy miejscowościami Bogdanówką a Bieńkówką. W południowym kierunku odchodzi od Koskowej Góry grzbiet z wzniesieniami Bargłowej Góry, Syrkówki i Magurki, stanowiący część wododziału II rzędu między dorzeczami Skawy na zachodzie i Raby na wschodzie.
Szczyt Koskowej Góry jest płaski i rozległy, w większości bezleśny, dzięki czemu rozciąga się z niego panorama widokowa obejmująca cały horyzont. Dawniej pokrywały go pola uprawne, o czym świadczą zarośnięte trawą i krzewami sterty kamieni zbierane z pól. Niegdysiejsze pola na kopule szczytowej zamieniły się w łąki, stopniowo zarastające lasem. Na północnym stoku widoczny jest jeszcze wijący się zygzakami rów strzelecki wykonany przez Niemców w 1944 r. Na Koskowej Górze 28 stycznia 1945 r. toczyły się walki.

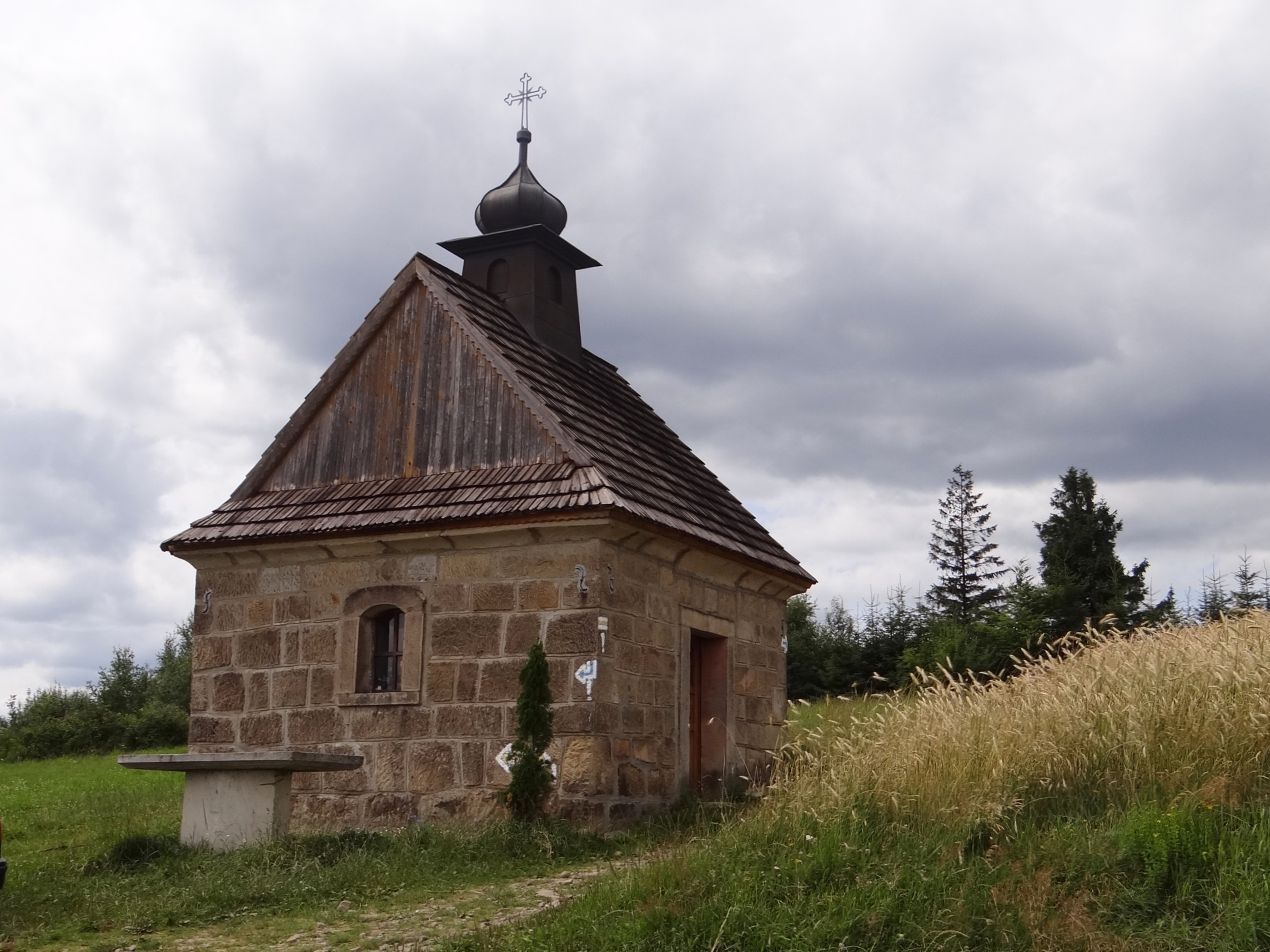
Kapliczka na przełęczy między Koskową Górą a Parszywką

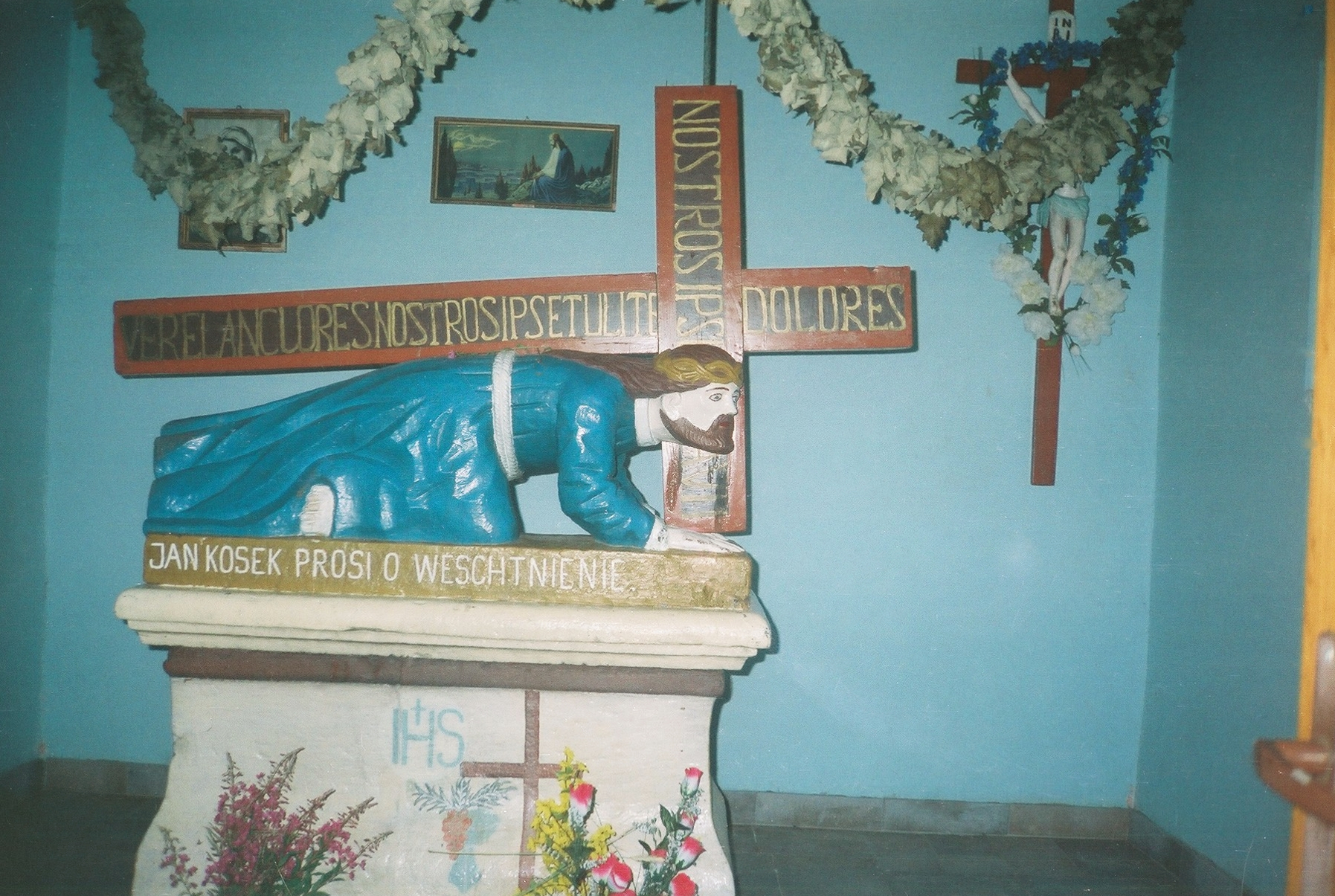
Wnętrze kapliczki: figura Chrystusa upadającego pod krzyżem i napis: Jan Kosek prosi o westchnienie

Na szczycie góry umiejscowione są trzy przekaźniki telekomunikacyjne, wśród nich jest przemiennik krótkofalarski na pasmo 2 m / 70 cm (SR9P / SR9PC).
Na przełęczy (grzbiet Łazy) między Koskową Górą a Parszywką (Praszywką) stoi murowana kapliczka ufundowana około 1910 roku przez Jana Koska. Jest pokryta gontem, wewnątrz znajduje się figura z nazwiskiem fundatora przedstawiająca Chrystusa upadającego pod krzyżem po raz trzeci. Jak głosi podanie, rzeźbę zamówiono w Sidzinie dla Kalwarii Zebrzydowskiej. Podczas transportu trzy pary wołów zatrzymały się na grzbiecie nad Bogdanówką i nie chciały ruszyć z miejsca. Uznano to za Bożą wolę i wybudowano w tym miejscu kaplicę, w której umieszczono rzeźbę. W pobliżu kapliczki znajduje się kamienny postument, obok zaś drewniany krzyż z ludową rzeźbą Chrystusa. Przy kapliczce tej kończy się droga krzyżowa.
Szlaki turystyki pieszej
 Jordanów – Łysa Góra – Grzybkówka – Groń – Magurka – Koskowa Góra (skrzyżowanie z żółtym szlakiem). Czas przejścia 5:30 h, ↓ 4:10 h;
 Koskowa Góra – Bieńkówka – Przełęcz Sanguszki – Groby – Lanckorona;
 Maków Podhalański – Stańkowa – Koskowa Góra. Czas przejścia: 2:20 h, ↓ 1:55 h;
 Koskowa Góra – Parszywka – Przełęcz Dział. Czas przejścia: 1:15 h, ↓ 1:40 h.
Na płytką przełęcz na północ od Koskowej Góry, na której stoi wspomniana wyżej kaplica, można też dotrzeć wąską, asfaltową drogą z centrum wsi Bogdanówka.